# Baddi
Baddi is een nagar panchayat (plaats) in het district Solan van de Indiase staat Himachal Pradesh. 

## Demografie
Volgens de Indiase volkstelling van 2001 wonen er 22.592 mensen in Baddi, waarvan 75% mannelijk en 25% vrouwelijk is. De plaats heeft een alfabetiseringsgraad van 76%. 